# Walancin Sukała
Walancin Alehawicz Sukała (biał. Валянцін Алегавіч Сукала, ros. Валентин Олегович Сукало, Walentin Olegowicz Sukało; ur. 16 sierpnia 1942 w Mińsku) – białoruski sędzia i polityk, minister sprawiedliwości Białoruskiej SRR i Republiki Białorusi, prezes Sądu Najwyższego Republiki Białorusi.

## Życiorys
Urodził się 16 sierpnia 1942 roku w Mińsku, na terytorium okupowanym przez III Rzeszę, w Komisariacie Generalnym Białoruś Komisariatu Rzeszy Wschód. W 1968 roku ukończył studia na Wydziale Prawa Białoruskiego Uniwersytetu Państwowego. Rozporządzeniem Prezydium Rady Najwyższej ZSRR nadano mu wyższą klasę kwalifikacyjną. Pracował jako sędzia w rejonie miadzielskim, sędzia, prezes Mińskiego Sądu Obwodowego. W 1984 roku został zastępcą ministra sprawiedliwości Białoruskiej SRR. Od 1987 roku był kierownikiem Zarządu i członkiem Kolegium Ministerstwa Sprawiedliwości ZSRR. W 1988 roku objął stanowisko ministra sprawiedliwości Białoruskiej SRR. W 1989 roku został kierownikiem Wydziału Państwowo-Prawnego Komitetu Centralnego Komunistycznej Partii Białorusi. Od tego samego roku był I zastępcą prezesa Sądu Najwyższego ZSRR. W latach 1992–1997 pełnił funkcję I zastępcy, a potem ministra sprawiedliwości Republiki Białorusi. Następnie pracował jako prezes Sądu Najwyższego Republiki Białorusi.
Z jego inicjatywy został przeprowadzony I Zjazd Sędziów Białorusi, wprowadzona nowa instytucja sędziego ds. administracyjnych i aktów wykonawczych, rozpoczął działalność Instytut Dokształcania i Doskonalenia Zawodowego Sędziów, Pracowników Prokuratury, Sądów i Instytucja Wymiaru Sprawiedliwości. Uczestniczył w opracowaniu nowego Kodeksu Karnego, Kodeksu Postępowania Karnego, Wykonawczego Kodeksu Karnego Białorusi. Jest autorem licznych publikacji w piśmie „Sudowy Wieśnik”, biuletynie informacyjnym Administracji Prezydenta Republiki Białorusi.

## Odznaczenia
- Medal Jubileuszowy „Za Dzielną Pracę. Na Pamiątkę 100-lecia Narodzin Włodzimierza Iljicza Lenina”[2].